# Faretta v. California
 (mai 2020).
Faretta v. California (Faretta contre l'État de la Californie) est un arrêt de la Cour suprême des États-Unis (arrêt 422 U.S. 806) dans lequel la Cour juge qu'une personne accusée d'une infraction pénale possède un droit constitutionnel de refuser la représentation par avocat et ainsi de se représenter lui-même (en) dans une action pénale jugée par un tribunal d'un État des États-Unis.

## Contexte
Depuis la promulgation de la loi judiciaire de 1789 (en), le gouvernement fédéral américain reconnaît à l'accusé, le droit de se représenter lui-même dans une poursuite pénale fédérale. Depuis 1911, ce droit était codifié dans la loi fédérale 28 U.S.C. (en) § 1654.
En 1934, dans l'arrêt Snyder v. Massachusetts, la Haute Cour considéra que la clause de la confrontation (en) du sixième amendement de la Constitution des États-Unis donne à l'accusé, dans un procès fédéral, le droit d'être présent à tous les stades de la procédure ou l'équité fondamentale peut être contrecarrée par son absence: « car il sera en son pouvoir, si présent, donner des conseils ou des suggestions ou même à se substituer à ses avocats complètement et conduire le procès lui-même. »
Similairement, en 1942, dans l'arrêt Adams v. United States ex rel. McCann, la Cour suprême jugea que, conformément au sixième amendement, l'accusé a droit dans un procès fédéral à l'assistance d'un conseiller incluant implicitement le droit corrélatif de renoncer l'aide d'un avocat. Dans cet arrêt, la Cour déclara que les droits qui avaient été « octroyé comme protection pour l'accusé ne doit pas être transformés en entraves » ainsi que la privation de l'accusé du droit de renoncer aux garanties constitutionnelles serait « emprisonner un homme dans ses privilèges ».
Jusqu'en 1975, 36 des constitutions des États américains conféraient explicitement à l'accusé le droit à l'autoreprésentation.

## Les faits de l'affaire
Anthony Faretta fut accusé de vol par le comté de Los Angeles, en Californie. Bien avant le début du procès, l'accusé demanda l'autorisation de se représenter lui-même. Son interrogatoire par le juge révéla qu'il s'était représenté une fois dans une affaire pénale et qu'il crut que le bureau du défenseur public (en) était « chargé d'… une lourde charge de travail ». Le juge le prévint qu'il « se trompait » et souligna qu'il ne recevrait aucun traitement spécial. Le juge saisit une décision préjudicielle qui permit à M. Faretta de se représenter lui-même, précisant cependant qu'il pouvait revenir sur sa décision s'il lui apparaissait qu'il était incapable de se représenter lui-même correctement.
Quelques semaines plus tard, mais toujours avant le procès, le juge tint une audience pour enquêter sur la capacité de M. Faretta à se représenter lui-même. Après l'avoir interrogé sur de nombreux thèmes, dont l'ouï-dire et la récusation des jurés (en), le juge déclara qu'il n'avait pas pris une décision intelligente en renonçant à son droit d'être représenté par un avocat. Il jugea en outre que M. Faretta n'avait aucun droit constitutionnel de conduire sa propre défense. Donc, il annula sa décision antérieure qui autorisait l’auto-représentation. Il rejeta également les demandes de M. Faretta pour l'autorisation d'agir comme co-conseiller. Le jury reconnut Anthony Faretta coupable et le condamna à la perpétuité.
La Cour d'appel de la Californie (en), s'appuyant sur un arrêt récent de la Cour suprême de Californie qui avait expressément tranché la question, jugea que rien, tant au niveau fédéral qu'au niveau de l'État ne donnait le droit à M. Faretta de se représenter lui-même. Son appel fut donc rejeté.

## Décision de la Cour
L'opinion majoritaire (en), écrite par le juge Stewart, déclara qu'un accusé dans un procès criminel tenu par un État a le droit constitutionnel de refuser d'être représenté par le conseiller désigné et d'assurer sa propre défense lorsqu'il choisit volontairement et intelligemment de le faire. Cependant, un tel accusé ne peut pas se plaindre plus tard d'avoir reçu l'assistance inefficace d'un avocat (en). La Cour fit une analogie avec la Chambre étoilée : 

« Depuis des siècles, la Chambre étoilée symbolise le mépris des droits fondamentaux de la personne. La Chambre étoilée non contente de les y autoriser, imposait aux inculpés d'avoir l'assistance d'un conseiller. La réponse d'un accusé à un acte d'accusation n'était pas acceptée à moins qu'elle fût signée par le conseil. Quand le conseil refusait de signer la réponse, pour quelque raison que ce soit, l'accusé était considéré comme ayant avoué le crime. »

— Arrêt Faretta v. California

## Dissidences
M. le juge Burger écrivit une opinion dissidente dans laquelle il soutient que la cour peut traiter le cas où un conseiller se révèle dominateur ou inefficace sans l'invention des règles constitutionnelles générales d'une validité douteuse. Il écrit qu'il doute que les cours d'appel tiendraient responsables les accusés autoreprésentés de leurs mauvaises décisions.
M. le juge Blackmun, dans son opinion dissidente, remarque, « Il semble que la Cour suggère que, tant que l'accusé est disposé à payer les conséquences de sa folie, il n'y a aucune raison de ne pas permettre à un inculpé de se représente lui-même. » M. Blackmun soutient que cette vue ignore le principe établi que l'intérêt de l'État dans un procès criminel n'est pas de gagner une cause, mais que justice soit faite. Il avertit que toute la société payerait un prix si l'accusé était condamné injustement à la suite de son refus d'accepter l'aide d'un conseiller.
Il exprime aussi son souci de la dignité de la procédure judiciaire, spécifiquement qu'une chose sérieuse comme poursuite criminelle serait subordonnée au caprice de chaque accusé qui désirait utiliser son procès pour son auto-gratification personnelle ou politique.
M. Blackmun également avertit d'autres problèmes résultant de cette décision. Il termine avec la déclaration suivante: « S'il n'y a aucune véracité du vieux proverbe « Celui qui est son propre avocat a un bouffon pour un client », la Cour par sa décision actuelle confère désormais un droit constitutionnel à une personne de se ridiculiser. »

## Lire aussi
- Richard H. Chused, « Faretta and the Personal Defense: The Role of a Represented Defendant in Trial Tactics », California Law Review, vol. 65, no 3,‎ 1977, p. 636–685 (DOI 10.2307/3480027)
- Christopher Slobogin, « Mental Illness and Self-Representation: Faretta, Godinez and Edwards », Ohio State Journal of Criminal Law, vol. 7, no 1,‎ 2009, p. 391–411 (hdl 1811/73146)